# I Can't Go for That (No Can Do)
"I Can't Go for That (No Can Do)" is een nummer van het Amerikaanse duo Daryl Hall & John Oates. Het nummer verscheen op hun album Private Eyes uit 1981. Op 14 december dat jaar werd het nummer eerst in de VS en Canada uitgebracht als de tweede single van het album. In februari 1982 volgden Europa, Australië en Nieuw-Zeeland.

## Achtergrond
"I Can't Go for That (No Can Do)" is geschreven door Daryl Hall en John Oates in samenwerking met Sara Allen en geproduceerd door Hall en Oates. Hall schreef de basis voor het nummer in de studio na een opnamesessie voor het album Private Eyes. Hall begon op een drummachine van Roland en speelde vervolgens een baslijn op een orgel van Korg. Vervolgens bedacht hij een gitaarriff waar hij samen met Oates aan werkte. De volgende dag werkten Hall en Oates met Allen aan de tekst.
John Oates vertelde over de tekst van "I Can't Go for That (No Can Do)" dat, alhoewel men vaak denkt dat het gaat over een relatie, eigenlijk gaat "over de muziekbusiness. Het gaat vooral over het niet met je laten sollen door grote platenlabels, managers en agenten die je vertellen wat je moet doen, en dat je creatief gezien jezelf moet blijven." Hij legde uit dat het de bedoeling was om het op een relatie te laten lijken, om het onderwerp universeel te doen overkomen zodat iedereen zich erin kon herkennen. Hij noemde "Maneater" als een ander voorbeeld en legde uit dat dit een terugkerend onderwerp is in de muziek van het duo.
"I Can't Go for That" werd in thuisland de VS de vierde nummer 1-hit van het duo in de  Billboard Hot 100 en de tweede opeenvolgende nummer 1-hit van het album na "Private Eyes". Het werd tevens de eerste top 10-hit voor het duo in het Verenigd Koninkrijk, waar de plaat op de 8e positie in de UK Singles Chart piekte. Verder kwam de single in Canada, Ierland, Nieuw-Zeeland en Zweden in de top 10 terecht.
In Nederland werd de plaat regelmatig gedraaid op de landelijke radiozenders en werd een radiohit in de destijds drie landelijke hitlijsten. De plaat bereikte de 16e positie in de Nederlandse Top 40, de 13e positie in de Nationale Hitparade en piekte op de 12e positie in de TROS Top 50. In de Europese hitlijst, de TROS Europarade, werd géén notering behaald.
In België bereikte de plaat de 15e positie in de voorloper van de Vlaamse Ultratop 50 en de 16e positie in de Vlaamse Radio 2 Top 30. In Wallonië werd géén notering behaald.
Michael Jackson vertelde tijdens de opnamen van "We Are the World" van USA for Africa aan Daryl Hall dat hij de baslijn van "I Can't Go for That (No Can Do)" had geleend voor de baslijn van zijn eigen hit "Billie Jean". Hall vertelde Jackson dat hij zelf de baslijn juist van een ander nummer had geleend, en dat het "iets is dat we allemaal doen". Verder werd het nummer gesampled in "Sunrise" van Simply Red en "On Hold" van The xx.

## Band
- Daryl Hall – lead- en achtergrondzang, synthesizers, drummachine
- John Oates – elektrische gitaar, achtergrondzang
- Charlie DeChant – saxofoon
- John Siegler – basgitaar

## Hitnoteringen

### Nederlandse Top 40
| Hitnotering: 13-02-1982 t/m 13-03-1982 | Hitnotering: 13-02-1982 t/m 13-03-1982 | Hitnotering: 13-02-1982 t/m 13-03-1982 | Hitnotering: 13-02-1982 t/m 13-03-1982 | Hitnotering: 13-02-1982 t/m 13-03-1982 | Hitnotering: 13-02-1982 t/m 13-03-1982 | Hitnotering: 13-02-1982 t/m 13-03-1982 |
| Week                                   | 1                                      | 2                                      | 3                                      | 4                                      | 5                                      |                                        |
| -------------------------------------- | -------------------------------------- | -------------------------------------- | -------------------------------------- | -------------------------------------- | -------------------------------------- | -------------------------------------- |
| Positie                                | 26                                     | 18                                     | 16                                     | 18                                     | 26                                     | uit                                    |

### Nationale Hitparade
| Hitnotering: 13-02-1982 t/m 20-03-1982 | Hitnotering: 13-02-1982 t/m 20-03-1982 | Hitnotering: 13-02-1982 t/m 20-03-1982 | Hitnotering: 13-02-1982 t/m 20-03-1982 | Hitnotering: 13-02-1982 t/m 20-03-1982 | Hitnotering: 13-02-1982 t/m 20-03-1982 | Hitnotering: 13-02-1982 t/m 20-03-1982 | Hitnotering: 13-02-1982 t/m 20-03-1982 |
| Week                                   | 1                                      | 2                                      | 3                                      | 4                                      | 5                                      | 6                                      |                                        |
| -------------------------------------- | -------------------------------------- | -------------------------------------- | -------------------------------------- | -------------------------------------- | -------------------------------------- | -------------------------------------- | -------------------------------------- |
| Positie                                | 30                                     | 13                                     | 16                                     | 14                                     | 16                                     | 29                                     | uit                                    |

### TROS Top 50
Hitnotering: 04-02-1982 t/m 18-03-1982. Hoogste notering: #12 (1 week).

### NPO Radio 2 Top 2000
I Can't Go for That (No Can Do) stond alleen in 2020 in de NPO Radio 2 Top 2000, op plek 1945.